# Euplexia clarior
Euplexia clarior là một loài bướm đêm trong họ Noctuidae.